# آندره‌زینو (بازیکن فوتبال، زاده ۱۹۸۶)
آندره فرانسیسکو ویلیامز روخا دا سیلوا (به پرتغالی: Andre Francisco Williams Rocha de Silva) هافبک اهل برزیل است که در شهر Igarapé و در تاریخ ۱۲ فوریهٔ ۱۹۸۶ به دنیا آمده‌است.
آندره فرانسیسکو ویلیامز روخا دا سیلوا در تیم‌های فوتبال Clube do Remo سابقهٔ حضور دارد.